# 奈良時代の人物一覧
奈良時代の人物一覧 （ならじだいのじんぶついちらん） は、奈良時代の人名一覧である。平安時代以前の長岡京の時代も含む。

## 天皇
- 元明天皇……第43代天皇。
- 元正天皇……第44代天皇。
- 聖武天皇……第45代天皇。
- 孝謙天皇……第46代天皇。
- 淳仁天皇……第47代天皇。
- 称徳天皇……第48代天皇。
- 光仁天皇……第49代天皇。
- 桓武天皇……第50代天皇。

## 皇族
- 施基親王……天智天皇皇子。
- 舎人親王……知太政官事。天武天皇皇子。
- 新田部親王……畿内大惣官。天武天皇皇子。
- 穂積親王……知太政官事。天武天皇皇子。
- 長親王……天武天皇皇子。
- 田形内親王……天武天皇皇女。
- 多紀内親王……天武天皇皇女。
- 吉備内親王……長屋王室。
- 安積親王……聖武天皇皇子。
- 基王……皇太子。聖武天皇皇子。
- 不破内親王……聖武天皇皇女。
- 海上女王……光仁天皇の姉。
- 難波内親王……光仁天皇の姉。
- 開成……光仁天皇第一皇子？。勝尾寺開基。
- 早良親王……光仁天皇第二または第三皇子。廃太子。
- 薭田親王……光仁天皇第三または第四皇子。
- 能登内親王……光仁天皇皇女。
- 弥努摩内親王……光仁天皇皇女。
- 他戸親王……光仁天皇皇子。廃太子。
- 長屋王……左大臣。高市皇子王子。
- 鈴鹿王……知太政官事。長屋王の弟。
- 安宿王……長屋王の子。
- 黄文王……長屋王の子。
- 山背王……長屋王の子。後に藤原弟貞を名乗る。
- 道祖王……廃太子。
- 山村王……官人。
- 和気王……官人。
- 三原王……官人。天武天皇の孫。御原王。
- 葦原王……官人。
- 三方王……官人。
- 春日王……官人。
- 湯原王……官人。
- 榎井王……官人。
- 上道王……官人。
- 境部王……官人。
- 三室王……官人。
- 掃守王……官人。
- 当麻王……官人。
- 六人部王……官人。
- 小倉王……三原王の子。官人。
- 弓削女王
- 小宅女王……伊勢齋院。
- 円方女王……伊勢齋院。

## 后妃
- 光明皇后……聖武天皇皇后。
- 県犬養広刀自……聖武天皇夫人。
- 橘古那可智……聖武天皇夫人。
- 当麻山背……舎人親王室。淳仁天皇生母。
- 粟田諸姉……淳仁天皇室。
- 井上内親王……光仁天皇皇后。
- 高野新笠……光仁天皇夫人。
- 藤原曹司……光仁天皇夫人。
- 尾張女王……光仁天皇室。
- 紀宮子……光仁天皇室。
- 県主嶋姫……光仁天皇室。
- 県犬養勇耳……光仁天皇室。
- 大野仲子……光仁天皇室。
- 藤原乙牟漏……桓武天皇皇后。
- 藤原旅子……桓武天皇夫人。
- 藤原吉子……桓武天皇夫人。
- 多治比真宗……桓武天皇夫人。
- 藤原小屎……桓武天皇夫人。
- 酒人内親王……斎王。桓武天皇妃。
- 橘御井子……桓武天皇女御。
- 紀乙魚……桓武天皇女御。
- 藤原仲子……桓武天皇女御。
- 紀若子……桓武天皇室。
- 坂上又子……桓武天皇室。
- 坂上春子……桓武天皇室。
- 藤原帯子……安殿親王(平城天皇)妃。

## 女官
- 県犬養橘三千代……宮人。藤原不比等室。
- 県犬養八重……宮人。
- 県犬養姉女……宮人。
- 藤原袁比良……尚侍・尚蔵。藤原仲麻呂室。
- 藤原百能……尚侍。藤原豊成室。
- 大野仲仟……尚侍。藤原永手室。
- 百済王明信……尚侍。藤原継縄室。
- 吉備由利……尚蔵。吉備真備の娘か妹。
- 藤原諸姉……尚蔵。藤原百川室。
- 藤原宇比良古……。藤原仲麻呂の室。
- 和気広虫……典蔵・典侍。和気清麻呂の姉。
- 橘真都我……宮人。藤原乙麻呂・藤原是公室。
- 阿倍古美奈……藤原良継室。

## 藤原氏
- 藤原不比等……右大臣。藤原鎌足の子。

### 藤原南家
- 藤原武智麻呂……左大臣。藤原不比等長男。
- 藤原豊成……左大臣。武智麻呂の子。
- 藤原仲麻呂……大師(太政大臣)。武智麻呂の子。
- 藤原乙麻呂……武智麻呂の子。
- 藤原巨勢麻呂……武智麻呂の子。
- 藤原継縄……右大臣。豊成の子。
- 藤原乙縄……豊成の子。
- 藤原縄麻呂……豊成の子。
- 藤原真従……仲麻呂の子。
- 藤原久須麻呂……仲麻呂の子。
- 藤原朝狩……仲麻呂の子。
- 藤原小湯麻呂……仲麻呂の子。
- 藤原刷雄……仲麻呂の子。
- 藤原辛加知……仲麻呂の子。
- 藤原執棹……仲麻呂の子。
- 藤原児従……仲麻呂の娘。
- 藤原東子……仲麻呂の娘。
- 藤原額……仲麻呂の娘。
- 藤原是公……右大臣。乙麻呂の子。
- 藤原黒麻呂……巨勢麻呂の子。右中弁。
- 藤原真作……巨勢麻呂の子。阿波守。
- 藤原長川……巨勢麻呂の子。相模守。
- 藤原今河……巨勢麻呂の子。左京大夫。
- 藤原貞嗣……巨勢麻呂の子。中納言。
- 藤原伊勢人……巨勢麻呂の子。右中弁。
- 藤原清岳……縄継の子。

### 藤原北家
- 藤原房前……内臣。藤原不比等次男。
- 藤原鳥養……房前の子。
- 藤原小黒麻呂……鳥養の子。
- 藤原永手……左大臣。房前の子。
- 藤原真楯……房前の子。
- 藤原御楯……房前の子。
- 藤原清河……遣唐大使。房前の子。
- 藤原魚名……内臣。房前の子。
- 藤原楓麻呂……房前の子。
- 藤原道継……小黒麻呂の子。右京大夫。
- 藤原家依……藤原永手の子。
- 藤原末茂……藤原魚名の子。
- 藤原鷲取……藤原魚名の子。
- 藤原鷹取……藤原魚名の子。
- 藤原真鷲……藤原魚名の子。
- 藤原宗成……永手のひ孫。
- 藤原喜娘……清河の娘。

### 藤原式家
- 藤原宇合……参議・式部卿。藤原不比等三男。
- 藤原広嗣……宇合長男。
- 藤原綱手……宇合の子。
- 藤原良継……内大臣。宇合の子。
- 藤原清成……宇合の子。
- 藤原田麻呂……右大臣。宇合の子。
- 藤原百川……参議。宇合の子。
- 藤原蔵下麻呂……参議。宇合の子。
- 藤原菅継……綱手の子。右京大夫。
- 藤原種継……清成の子。
- 藤原宅美……良継の子。

### 藤原京家
- 藤原麻呂……参議・左京大夫。藤原不比等四男。
- 藤原浜成……参議。麻呂の子。

## 橘氏
- 橘諸兄……左大臣。光明皇后の異父兄。
- 橘佐為……橘諸兄の弟。
- 橘奈良麻呂……橘諸兄の子。
- 橘入居……官人。
- 橘清友……官人。
- 橘安麻呂……官人。

## 大伴氏
- 大伴安麻呂……公卿。
- 大伴稲公……公卿。
- 大伴旅人……歌人・公卿。
- 大伴家持……歌人・公卿。旅人の子。
- 大伴古麻呂……官人。
- 大伴道足……官人。
- 大伴伯麻呂……官人。
- 大伴祖父麻呂……官人。
- 大伴古慈悲……公卿。
- 大伴弟麻呂……武人。
- 大伴兄麻呂……官人。
- 大伴駿河麻呂……武人・公卿。
- 大伴継人……官人。古麻呂の子。
- 大伴坂上郎女……歌人。
- 大伴坂上大嬢……歌人。家持室。
- 大伴牛養……官人。遣渤海大使。
- 大伴益立……官人。
- 大伴三依……官人。
- 大伴三中……官人。
- 大伴真綱……官人。
- 大伴犬養……官人。
- 大伴真麻呂……官人。
- 大伴山守……官人。

## 大中臣氏・中臣氏
- 中臣意美麻呂……公卿。
- 中臣東人……意美麻呂の子。万葉歌人。官人。
- 大中臣清麻呂……公卿。
- 中臣名代……官人。遣唐使。
- 中臣鷹主……官人。遣唐使。
- 中臣宮処東人……官人。
- 中臣習宜阿曾麻呂……宇佐八幡神官。
- 中臣宅守……東人の子。万葉歌人。
- 中臣益人……公卿。
- 中臣常……公卿。
- 大中臣諸魚……清麻呂の子。公卿。
- 大中臣子老……清麻呂の子。公卿。
- 大中臣継麻呂……清麻呂の子。但馬守。
- 大中臣今麻呂……清麻呂の子。大判事。

## 紀氏
- 紀飯麻呂……公卿。
- 紀宇美……公卿。
- 紀清人……学者。
- 紀益女……巫女。
- 紀広純……公卿。
- 紀広庭……公卿。
- 紀直人……官人。
- 紀必登……官人。遣渤海大使。
- 紀伊保……公卿。
- 紀白麻呂……公卿。
- 紀牛養……公卿。
- 紀益麻呂……公卿。
- 紀広名……公卿。
- 紀諸人……公卿。
- 紀男人……公卿。
- 紀家守……公卿。
- 紀門守……公卿。
- 紀船守……公卿。
- 紀麻路……公卿。
- 紀犬養……公卿。
- 紀勝雄……公卿。
- 紀鯖麻呂……公卿。

## 阿倍氏
- 阿倍宿奈麻呂……公卿。
- 阿倍広庭……公卿。
- 阿倍仲麻呂……遣唐使。
- 阿倍帯麻呂……公卿。
- 阿倍毛人……公卿。
- 阿倍子島……公卿。
- 阿倍駿河……官人。
- 阿倍継麻呂……官人。
- 阿倍沙弥麻呂……公卿。
- 阿倍祖足……公卿。
- 阿倍粳蟲……公卿。
- 阿倍意宇麻呂……公卿。
- 阿倍虫麻呂……公卿。
- 阿倍広津麻呂……公卿。
- 阿倍首名……公卿。

## 多治比氏
- 多治比池守……嶋の子。公卿。
- 多治比県守……嶋の子。公卿。
- 多治比水守……嶋の子。公卿。
- 多治比広成……嶋の子。公卿。
- 多治比広足……嶋の子。公卿。
- 多治比屋主……池守の子。公卿。
- 多治比家主……池守の子。公卿。
- 多治比犢養……池守の子。公卿。
- 多治比土作……水守の子。公卿。
- 多治比国人……県守の子。公卿。
- 多治比継兄……広成の子。公卿。
- 多治比長野……家主の子。公卿。
- 多治比三宅麻呂……古王の子。官人。
- 多治比小耳……官人。
- 多治比木人……公卿。
- 多治比豊浜……公卿。
- 多治比宇美……国人の子。官人。
- 多治比歳主……公卿。
- 多治比今麻呂……公卿。
- 多治比占部……公卿。

## 石上氏
- 石上麻呂……公卿。
- 石上乙麻呂……公卿。
- 石上宅嗣……学者・官人。
- 石上勝男……公卿。

## 石川氏
- 石川石足……公卿。
- 石川年足……公卿。
- 石川永年……公卿。
- 石川名足……公卿。
- 石川人成……公卿。
- 石川豊成……公卿。
- 石川豊人……公卿。
- 石川垣守……公卿。
- 石川真守……公卿。
- 石川加美……公卿。
- 石川清麻呂……公卿。
- 石川豊麻呂……公卿。
- 石川名継……公卿。
- 石川名人……公卿。
- 石川難波麻呂……公卿。
- 石川麻呂……公卿。

## 巨勢氏
- 巨勢麻呂……公卿。
- 巨勢邑治……公卿。
- 巨勢奈弖麻呂……公卿。
- 巨勢堺麻呂……公卿。
- 巨勢苗麻呂……公卿。
- 巨勢少麻呂……公卿。
- 巨勢池長……公卿。
- 巨勢広山……公卿。

## 小野氏
- 小野馬養……官人。遣新羅大使。
- 小野田守……官人。
- 小野牛養……武人。
- 小野石根……官人。
- 小野竹良……官人。
- 小野東人……官人。

## 大神氏
- 大神多麻呂……神官。
- 大神杜女……巫女。
- 大神末足……官人。
- 大神忍人……官人。

## 氷上氏
- 氷上塩焼……公卿。偽天皇。
- 氷上川継……官人。
- 氷上志計志麻呂……川継の兄。

## 坂上氏
- 坂上犬養……官人。
- 坂上苅田麻呂……官人。坂上田村麻呂の父。
- 坂上田村麻呂……武人。征夷大将軍。

## 日置氏
- 日置道形
- 日置蓑麻呂
- 日置雄三成
- 日置浄足
- 日置佐堤麻呂

## 三野氏
- 三野石守
- 三野馬甘
- 三野小林
- 三野乙益
- 三野園生
- 三野浪魚

## 百済王氏
- 百済王敬福 - 郎虞の子。公卿。
- 百済王孝忠 - 郎虞の子。公卿。
- 百済王理伯 - 敬福の子。官人。
- 百済王俊哲 - 理伯の子。武人。官人。
- 百済王南典 - 公卿。
- 百済王遠宝 - 公卿。
- 百済王慈敬 - 公卿。
- 百済王仁貞 - 公卿。
- 百済王全福 - 公卿。
- 百済王元忠 - 公卿。
- 百済王利善 - 公卿。

## 佐伯氏
- 佐伯男 - 広足の子。官人。
- 佐伯全成 - 官人。
- 佐伯真守 - 人足の子。官人。
- 佐伯今毛人 - 人足の子。建築家・官人。
- 佐伯三野 - 人足の子。または今毛人の子。官人。
- 佐伯麻呂 - 東人の子。官人。
- 佐伯石湯 - 麻呂の子。官人。
- 佐伯児屋麻呂 - 麻呂の子。陸奥大掾。
- 佐伯毛人 - 官人。大宰大弐。
- 佐伯伊多智 - 石湯の子。武人。官人。
- 佐伯葛城 - 伊多智の子。官人。
- 佐伯田公 - 男足の子。官人。
- 佐伯永継 - 継成の子。公卿。
- 佐伯久良麻呂 - 公卿。
- 佐伯助 - 公卿。
- 佐伯百足 - 公卿。
- 佐伯老 - 公卿。
- 佐伯浄麻呂 - 公卿。

## その他の氏族
- 飛鳥部奈止麻呂 - 官人。
- 道首名 - 官人。
- 粟田真人 - 公卿。
- 粟田馬養 - 公卿。
- 采女枚夫 - 官人。
- 馬国人 - 官人・歌人。
- 太安万侶 - 官人。
- 山上憶良 - 歌人・官人。
- 大野東人 - 武人・公卿。
- 秦島麻呂 - 官人。
- 上道斐太都 - 官人。
- 上毛野大川 - 官人。
- 上毛野稲人 - 官人。
- 高丘河内 - 官人。
- 高丘比良麻呂 - 官人。
- 高倉石麻呂 - 官人。
- 大和長岡 - 官人。
- 村国島主 - 官人。
- 村国子老 - 官人。
- 文室浄三 - 公卿。
- 文室大市 - 公卿。
- 文室真老 - 公卿。
- 文室久賀麻呂 - 公卿。
- 国中公麻呂 - 仏師。
- 大津大浦 - 陰陽師。
- 弓削浄人 - 公卿・道鏡の弟。
- 弓削塩麻呂 - 公卿。
- 弓削秋麻呂 - 公卿。
- 弓削薩摩 - 公卿。
- 弓削広方 - 公卿。
- 弓削牛養 - 公卿。
- 吉備真備 - 学者・官人。
- 道嶋嶋足 - 武人。
- 道嶋大盾 - 官人。
- 淡海三船 - 学者・歌人。
- 高麗福信 - 公卿。
- 高麗殿継 - 官人・遣渤海使。
- 秦朝元 - 官人。
- 秦大魚 - 官人。
- 羽栗吉麻呂 - 官人。
- 羽栗翼 - 官人。
- 羽栗翔 - 官人。
- 和気清麻呂 - 官人。
- 伊治呰麻呂 - 陸奥国新治郡大領・蝦夷の首長。
- 席田邇近 - 美濃国席田郡の祖。
- 白猪広成 - 官人・遣新羅大使。
- 穂積老 - 官人。
- 穂積小東人 - 官人。
- 穂積濃美麻呂 - 官人。
- 穂積忍麻呂 - 官人。
- 王元仲 - 唐人。
- 土師豊麻呂 - 官人・遣新羅大使。
- 引田虫麻呂 - 官人・遣渤海使。
- 布勢清直 - 官人。
- 小治田安万侶 - 官人。
- 角家主 - 官人・遣新羅大使。
- 平群広成 - 官人。
- 山口人麻呂 - 官人・遣新羅大使。
- 仲石伴 - 官人・遣唐大使。
- 伊吉益麻呂 - 官人・遣渤海大使。
- 伊勢老人 - 官人。
- 宗形深津 - 地方官人。
- 武生鳥守 - 官人。
- 大網広道 - 官人。
- 下道長人 - 官人。
- 下毛野多具比 - 官人。
- 下毛野稻麻呂 - 官人。
- 陽侯真身 - 官人。
- 陽侯令珍 - 官人。
- 陽侯麻呂 - 官人。
- 海上三狩 - 官人・遣唐使。
- 山上船主 - 官人。
- 葛木戸主 - 官人・和気広虫の夫。
- 葛井広成 - 官人・県犬養八重の夫。

## 宗教家
- 鑑真 - 律宗の祖・唐招提寺開基
- 行基
- 玄昉
- 良弁
- 道慈
- 義淵
- 普照
- 栄叡
- 弁正 - 法師
- 神叡
- 隆尊
- 泰澄 - 白山開山
- 慈訓
- 行会
- 行叡
- 行賀
- 行修
- 行善
- 行信
- 行表
- 善珠
- 明一
- 行賀
- 善議
- 永忠
- 勝道 - 日光開山
- 道薬
- 満誓
- 円興
- 円智 (東大寺)
- 円智 (優婆塞)
- 円訂
- 円理
- 基真 - 政僧
- 実忠
- 等定
- 菩提僊那
- 仏哲
- 不空
- 法進
- 法栄
- 法義
- 法教
- 法載
- 法成
- 法智
- 法蓮
- 玄法
- 玄朗
- 玄智
- 玄融
- 玄愷